# Unterwössen
Unterwössen ist eine Gemeinde im oberbayerischen Landkreis Traunstein.

## Geographie

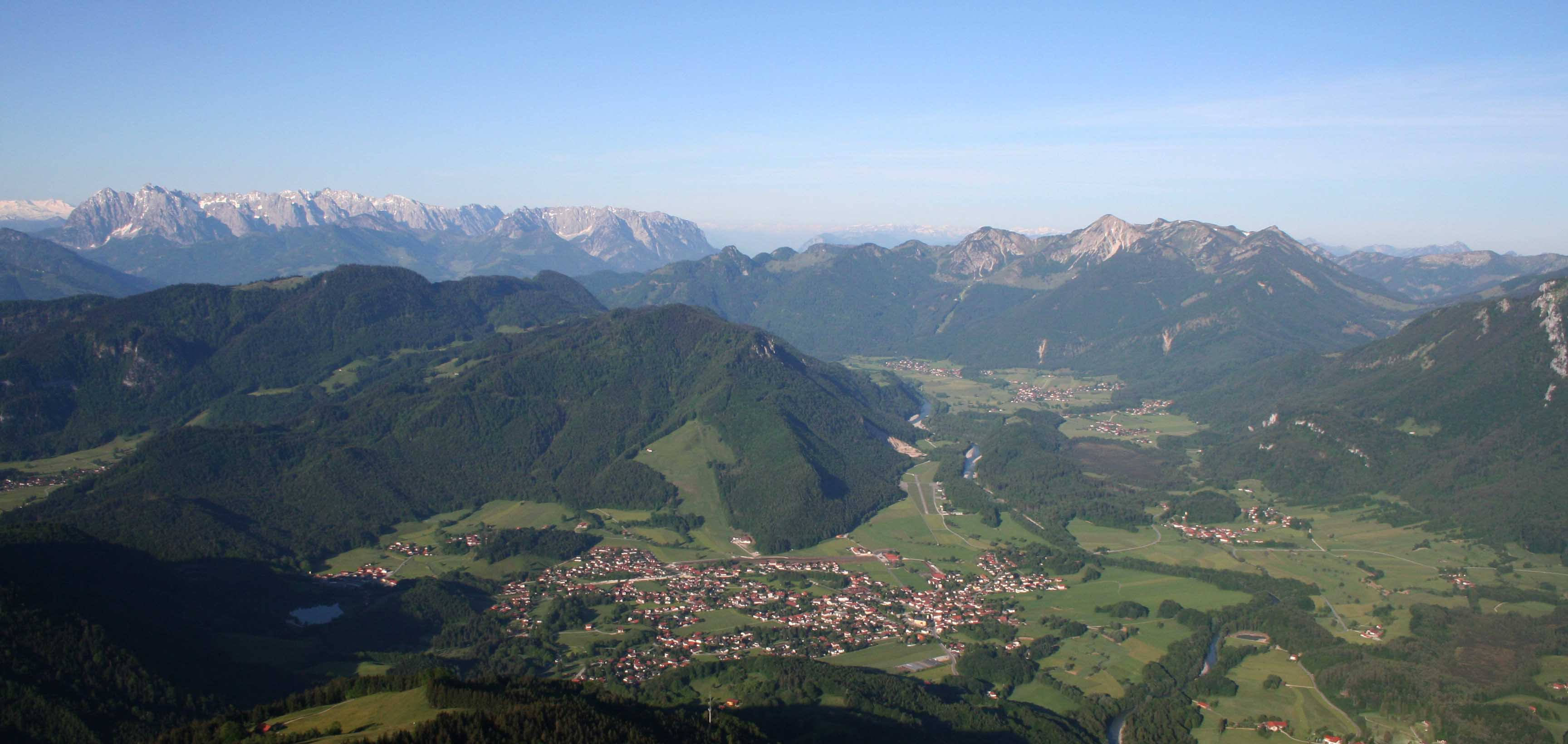
Unterwössen

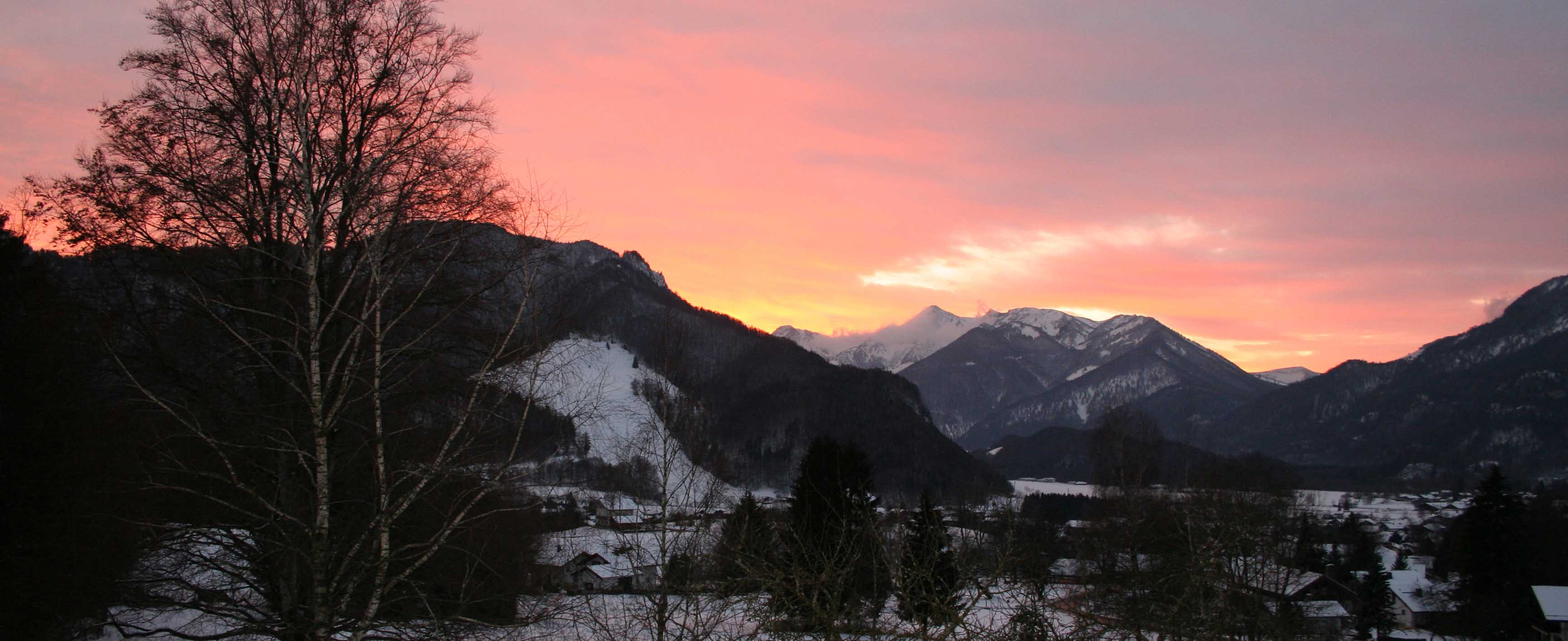
Unterwössen mit Balsberg und Geigelstein

### Geographische Lage
Der Gemeindeteil Unterwössen liegt noch im Achental, während die beiden Gemeindeteile Hinter- und Oberwössen in einem abgeschlossenen Talkessel liegen, der durch einen kleinen Bergkamm vom Achental getrennt ist. Durch Unterwössen fließen der Wössener Bach, der Kaltenbach sowie die Tiroler Achen.

### Gemeindegliederung
Es gibt 31 Gemeindeteile (in Klammern ist der Siedlungstyp angegeben):
- Agg (Dorf)
- Altweg (Einöde)
- Au (Dorf)
- Balsberg (Einöde)
- Bichl (Weiler)
- Brem (Dorf)
- Daxenberg (Weiler)
- Garbmühle (Dorf)
- Grub (Einöde)
- Grund (Weiler)
- Hacklau (Weiler)
- Hammer (Einöde)
- Hauser (Dorf)
- Hinterwössen (Dorf)
- Kruchenhausen (Dorf)
- Lendbichl (Weiler)
- Litzelau (Weiler)
- Loh (Einöde)
- Manzenberg (Weiler)
- Neuschmied (Weiler)
- Oberwössen (Kirchdorf)
- Point (Einöde)
- Rexau (Dorf)
- Schlecht (Einöde)
- Staffen (Einöde)
- Stücklmühle (Einöde)
- Stücklschneid (Einöde)
- Unterwössen (Pfarrdorf)
- Wegmann (Dorf)
- Widholz (Weiler)
- Wiesen (Weiler)

### Nachbargemeinden
Nachbargemeinden sind Marquartstein, Reit im Winkl, Ruhpolding, Schleching, Staudach-Egerndach und das österreichische Kössen.

## Geschichte

### Bis zur Gemeindegründung
Die Besiedelung der Gegend geht bis auf keltische und römische Ursprünge zurück. Die Tonscherben, die in der Nähe der Rettenburg auf einem Höhenzug zwischen Hinterwössen und Kruchenhausen gefunden wurden, datieren um das Jahr 900, was für eine bereits bestehende Siedlung in Ober- oder Unterwössen schließen lässt.
Unterwössen wurde urkundlich erstmals 1120 erwähnt. Der Name Oberwössen wurde erstmals im Steuerverzeichnis von 1420 erwähnt. Im Spanischen (1701–1714) und im Österreichischen (1740–1748) Erbfolgekrieg erlitt die örtliche Bevölkerung durch die grenznahe Lage großen Schaden. Ober- und Unterwössen im heutigen Bezirk Oberbayern gehörten zum Rentamt Burghausen und zum Landgericht Marquartstein des Kurfürstentums Bayern. Im Zuge der Verwaltungsreformen in Bayern entstanden mit dem Gemeindeedikt von 1818 die Gemeinden Ober- und Unterwössen. Die Schreibweise der Gemeinde Unterwössen war bis 1900 Unterwessen.

### 19. und 20. Jahrhundert
Von 1810 bis 1850 wurde der Wössener Bach verbaut, um das Dorf vor dessen alljährlichem Hochwasser zu schützen. Der Bau der Eisenbahn von Übersee nach Marquartstein 1884 (eine erhoffte Verlängerung nach Unterwössen kam aufgrund der notwendigen erheblichen finanziellen Investitionen nicht zustande) und die Verbesserung der Straße nach Reit im Winkl brachte die ersten Urlauber. Am 1. April 1938 wurden Gebietsteile an die neue Gemeinde Marquartstein abgetreten. Nach dem Zweiten Weltkrieg fanden viele Vertriebene in Unter- und Oberwössen eine neue Heimat.

### Eingemeindungen
Am 1. Juli 1972 wurde bei der bayerischen Gebietsreform Oberwössen in die Gemeinde Unterwössen eingegliedert.

### Einwohnerentwicklung
Zwischen 1988 und 2018 wuchs die Gemeinde von 2796 auf 3547 um 751 Einwohner bzw. um 26,9 %.

## Politik
- 1. Bürgermeister: Ludwig Entfellner (CSU) seit 1. Mai 2014[6]
- 2. Bürgermeister: Johannes Weber (CSU)[6] seit 13. Mai 2020

Die Kommunalwahl vom 15. März 2020 führte zu folgendem Ergebnis für den Gemeinderat:
| Partei                                       | Stimmenanteil | Sitze |
| CSU                                          | 43,88 %       | 7     |
| Grüne                                        | 16,04 %       | 3     |
| Freie Wählergemeinschaft Wössen (FWG Wössen) | 6,3 %         | 1     |
| Oberwössner Wählergruppe (OWG)               | 18,3 %        | 3     |
| FDP                                          | 15,52 %       | 2     |

### Wappen
|  | Blasonierung: „Schräg geteilt von Silber und Blau; oben ein roter Pferdekopf mit silbernem Stirnfleck, unten eine schräg gestellte silberne Segelflugschwinge.“ |
|  | |

## Wirtschaft
Die Wirtschaftsstruktur basiert auf Landwirtschaft, Handwerk, Gewerbe und vor allem dem Tourismus.

## Verkehrsanbindung
Durch die direkte Lage an der Deutschen Alpenstraße (B 305) ist eine gute Anbindung von Unter- und Oberwössen gewährleistet. Die Autobahn A8 verläuft 11 km nördlich. München liegt ca. 80 km entfernt, Salzburg ca. 45 km.

## Kultur, Freizeit und Tourismus

### Religion
Die Bevölkerung ist überwiegend römisch-katholisch. Im Jahre 1942 erfolgte die Erhebung von Unterwössen zur Pfarrei, 1956 der Neubau der katholischen Kirche in Oberwössen.

### Theater und Aufführungen
Am 24. Februar 2001 und im Februar 2006 kam es zur Wiederaufführung des traditionellen Wössener Seeräuberspiels.

### Tourismus- und Freizeitangebot
Freizeitmöglichkeiten gibt es vor allem im sportlichen Bereich:
Wanderrouten von Unterwössen aus führen beispielsweise zum Hochgern (1744 m), Hochfelln (1674 m), Rechenberg (1366 m), Jochberg (1265 m), Geigelstein (1808 m), Hasenpoint (1587 m), Hochplatte (1587 m) oder zur Schnappenkirche (1100 m). Der Eglsee westlich von Brem ist ein Naturdenkmal mit Hoch- und Übergangsmoor.
Auf dem Segelfluggelände Unterwössen kann man Segelflug, Motorsegelflug und Ultraleichtflug erlernen oder betreiben. Zusätzlich werden von der Süddeutschen Gleitschirmschule Möglichkeiten zum Paragliding angeboten.
In der Nähe der Ortsmitte gibt es einen Minigolfplatz.
Das Schwimmen ist im ortsnahen Wössener See mit seinem Seefreibad möglich, Rafting auf umliegenden Flüssen.
Weitere beliebte Freizeitbeschäftigungen sind Jogging, Nordic Walking, Mountainbiken, Skaten, Tennis, Beachvolleyball, Beachsoccer oder Kneippen.

## Persönlichkeiten

### Ehrenbürger
- 1979: Franz Niegel (1926–2017)[8], Pfarrer

### Söhne und Töchter der Gemeinde
- Mauritia Mayer (1833–1897), Pensionsinhaberin in Obersalzberg
- Karl von Le Suire (1898–1954), General der Gebirgstruppe
- Ferdinand Diehl (1901–1992), Regisseur
- Björn Berg (1923–2008), schwedischer Zeichner, Maler und Grafiker
- Otto Dufter (1934–2019), Vertreter der Trachtenbewegung in Bayern
- Thomas Köhler (* 1949), Psychologe, Mediziner und Mathematiker
- Andreas Kuhnlein (* 1953), Bildhauer
- Veronique Hronek (* 1991), Skirennläuferin

### Prominente Bewohner von Unterwössen
- Hans-Otto Meissner (1909–1992), Diplomat und Reiseschriftsteller
- Karl Hugo Strunz (1910–2006), Mineraloge und Hochschullehrer
- August Kühn (1936–1996), Schriftsteller
- Horst Köhler (1943–2025), Politiker (CDU) und Ökonom, von 2004 bis 2010 Bundespräsident, besaß seit 2012 in Unterwössen ein Ferienhaus[9]
- Stefan Mross (* 1975), Trompeter, Sänger und Fernsehmoderator

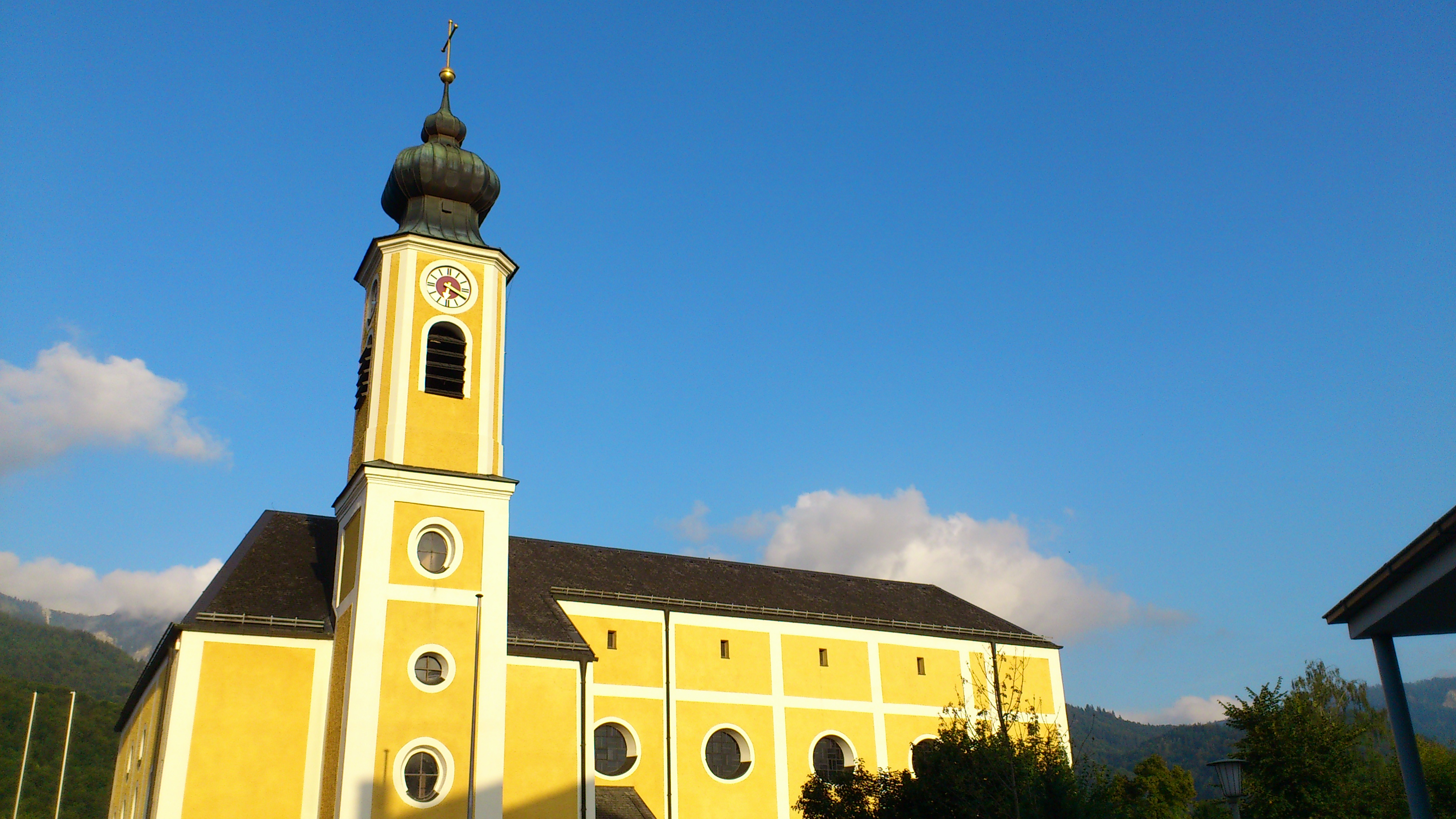
Kirche in Unterwössen
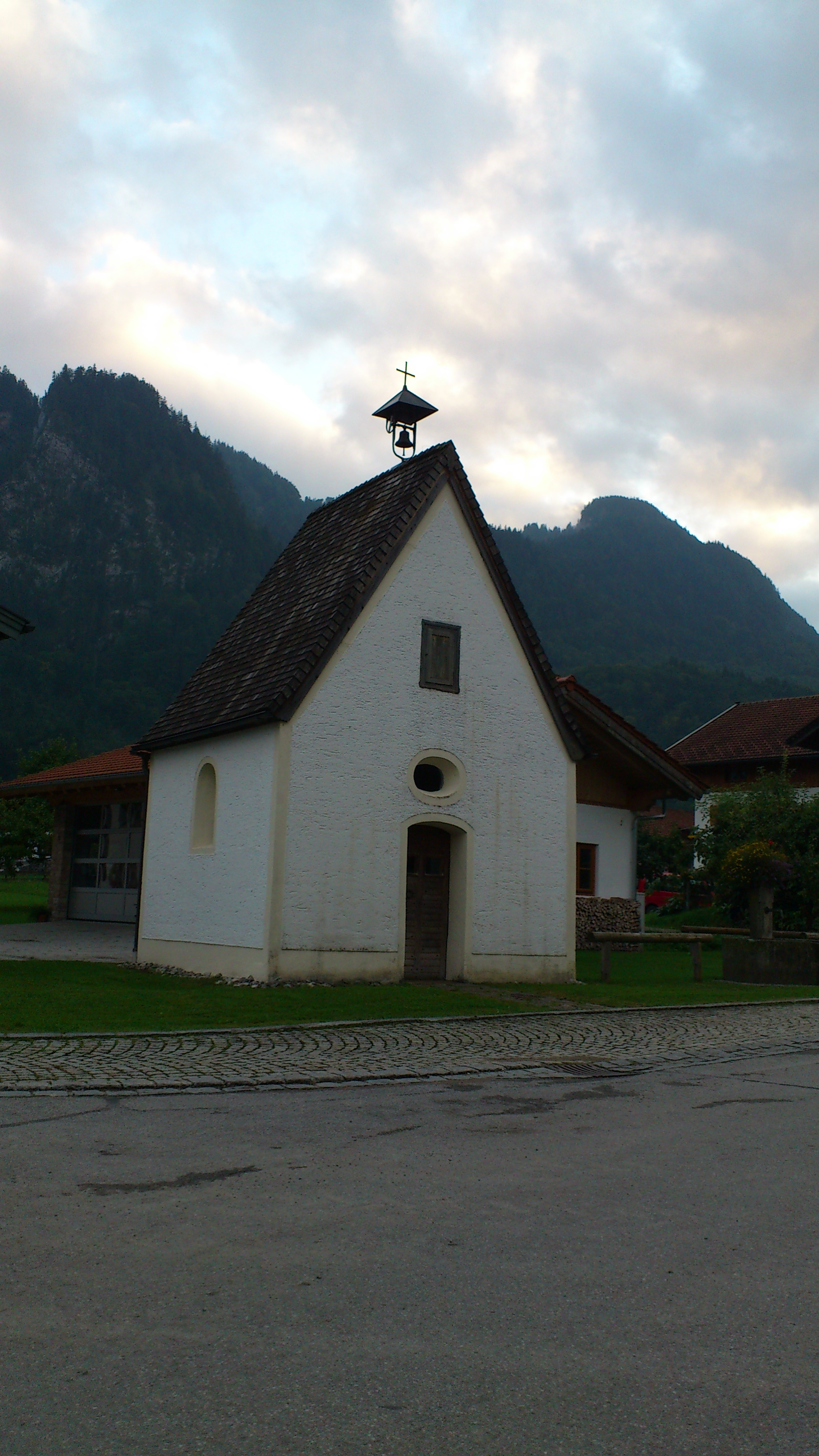
Dorfkapelle in Hinterwössen
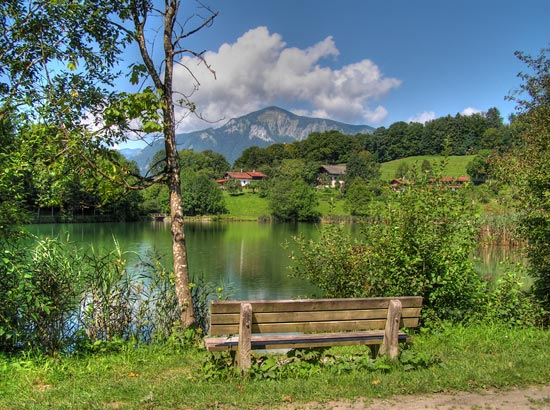
Wössener See
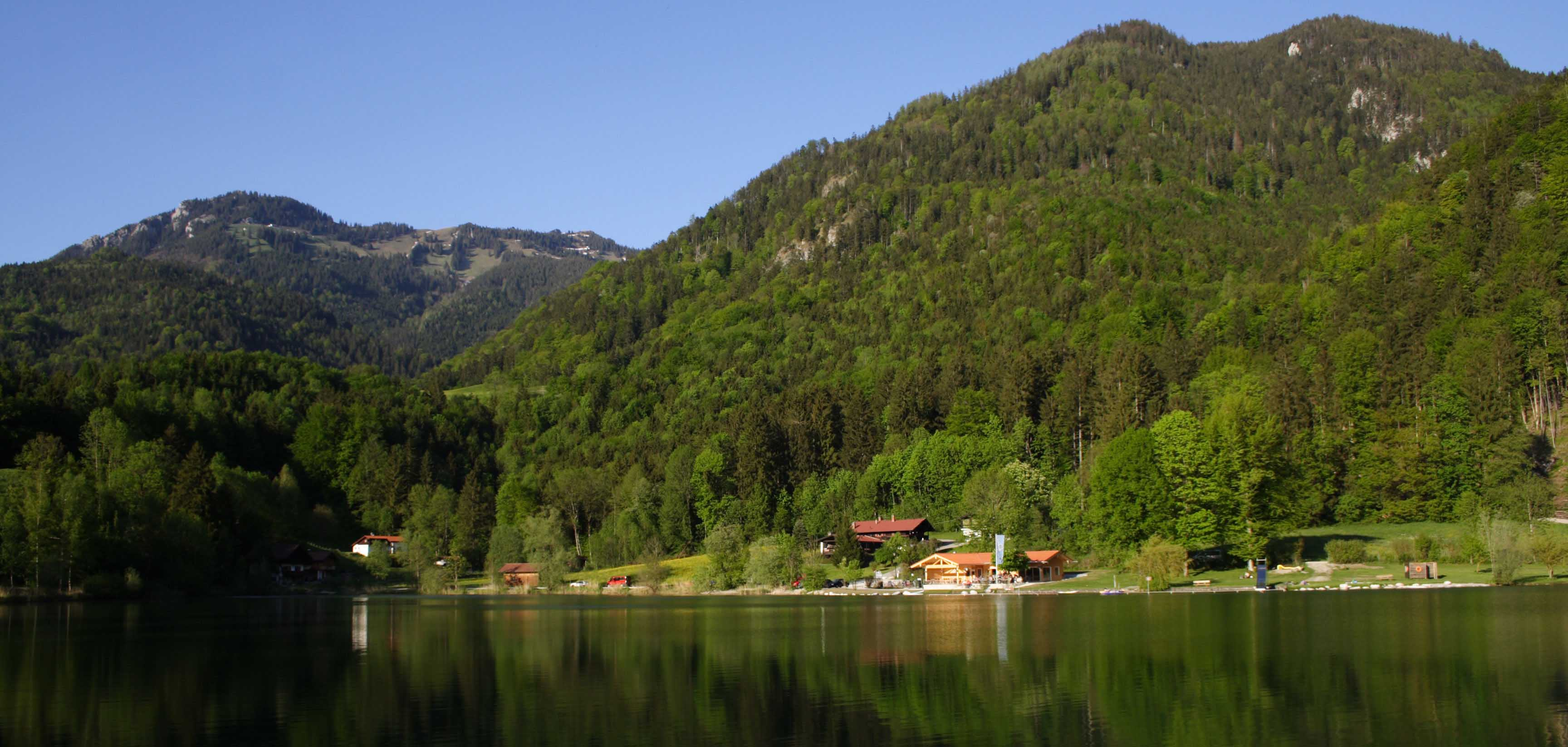
Wössener See
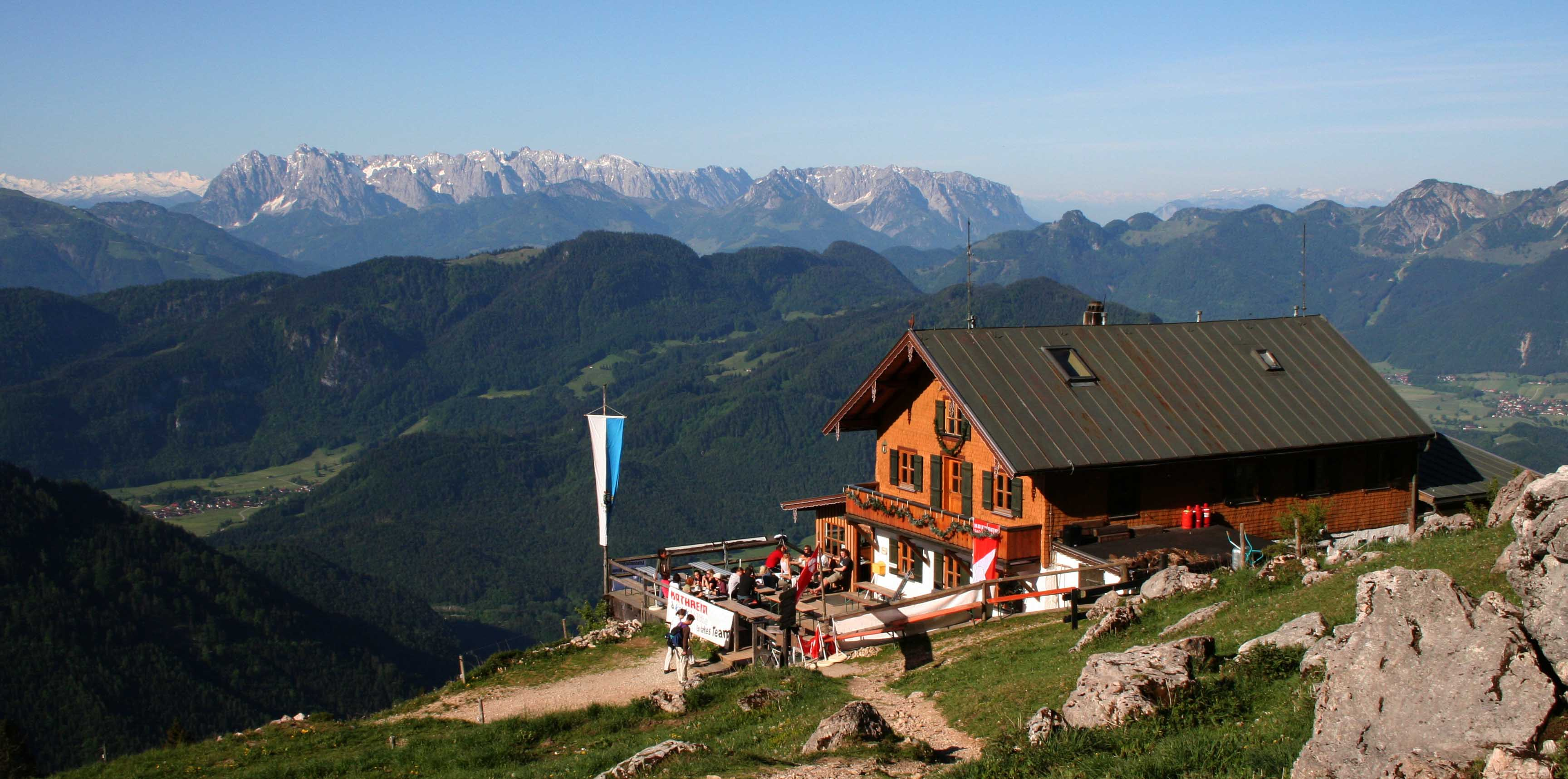
Blick auf den Wilden Kaiser über das Hochgernhaus
Blick vom Hochgernhaus auf Unterwössen